# Pentoniscus exilis
Pentoniscus exilis är en kräftdjursart som beskrevs av Van Name 1925. Pentoniscus exilis ingår i släktet Pentoniscus och familjen Philosciidae. Inga underarter finns listade i Catalogue of Life.